# César Uceda Vera
César Uceda Vera (nacido en la provincia de Jaén, en noviembre de 1934) fue un músico y militar, que perdió la vida en un atentado perpetrado por ETA en el año 1982 al dirigirse al acuartelamiento de Munguía.

## Biografía
Adscrito al regimiento de Infantería Garellano número 42, de Bilbao, el teniente Uceda Vera, de 48 años y padre de nueve hijos, ingresó por oposición, como brigada músico, en el citado departamento en 1970. En el momento de su muerte, ejercía como profesor de Armonía en el Conservatorio vizcaíno de Música, y perteneció a la Orquesta Sinfónica de Bilbao en la especialidad de instrumentista de viento. Su esposa, María Luisa Vázquez, intérprete de viola, pertenecía a la plantilla de la referida orquesta sinfónica.

## Atentado
Director de la banda de música del Gobierno Militar de Bilbao, el teniente César Uceda Vera, resultó herido de gravedad al ser alcanzado por los disparos efectuados de dos individuos que se dieron a la fuga de inmediato en las inmediaciones de Bilbao donde la víctima poseía un apartamento en la entrada de Bilbao. El atentado ocurrió a pocos metros de su residencia no habitual a la que se había trasladado después de recibir amenazas del entorno terrorista de ETA. El Teniente de Músicas se dirigía al cuartel de Munguía, a unos kilómetros de Bilbao para incorporarse al servicio a primera hora de la mañana. César Uceda acababa de poner en marcha su vehículo cuando recibió seis impactos de bala correspondientes al calibre 9 mm.
En estado de extrema gravedad, el herido fue ingresado inmediatamente en el servicio de urgencias del Hospital de Basurto, en donde pasó al departamento de reanimación del referido centro hospitalario. Según el parte médico, el teniente Uceda Vera, cuyo estado fue calificado de "muy grave", presentaba cuatro orificios de entrada de bala" situados uno en la espalda, en la región dorso -lumbar causante de la parálisis apreciada en la pierna izquierda-, otros cuatro en el brazo derecho, así como dos balas alojadas en los dos hemitórax.
Unos meses más tarde César Uceda tuvo que ser trasladado al Hospital Gómez Ulla de Madrid por problemas de seguridad en Hospital de Basurto, donde finalmente tras luchar por su vida, murió de un coágulo de sangre que tenía en el brazo debido a la metralla que le impactó en el atentado.

## Legado
Después de su muerte, uno de sus hijos fundó una asociación pacifista llamada "Jóvenes por la Paz" sin ánimo de lucro y dirigida a la infancia y juventud en la enseñanza de la no violencia en su honor.
Desde el año 2006 el Ayuntamiento de Lejona concede un Premio con su nombre para Jóvenes Intérpretes, que se celebra todos los años en el Conservatorio de Leioa donde la víctima ejercía de profesor de Armonía.